# Fernand Delisle
Pour les articles homonymes, voir Delisle.
Fernand Delisle, né le 22 mai 1848 à Lombez et mort le 1er mars 1911 à Vitry-sur-Seine, est un médecin et anthropologue français. Il a notamment réalisé des centaines de photographies de « types humains » dans le cadre de ses activités au Laboratoire d'anthropologie du Muséum national d'histoire naturelle de Paris.

## Biographie
Élève au Laboratoire d'anthropologie du Muséum d'histoire naturelle de Paris, puis préparateur dans cette même institution, Fernand Delisle obtient son doctorat en médecine en 1880. Sa thèse porte sur les déformations artificielles du crâne.
Membre actif de la Société de géographie depuis 1883 et de celle d'anthropologie au moins depuis cette même année il publie énormément d'articles sur des sujets se rapportant à la craniologie humaine ou animale. Il s'intéresse autant à ses contemporains qu'aux ossements préhistoriques.
Le Musée du quai Branly conserve aujourd'hui plus de quatre cents images de « types humains » prises par Fernand Delisle (les collections du Laboratoire d'anthropologie du Muséum national d'histoire naturelle concernant des types humains ont été données à la photothèque du musée de l'homme dans les années 1940 et sont donc aujourd'hui incluses dans la collection du quai Branly).
S'il s'est sans doute rendu en Algérie et en Espagne, la plupart de ces clichés nous montrent des étrangers de passage à Paris, ces derniers étaient exhibés au Jardin d'acclimatation ou dans divers lieux de spectacles comme les Folies Bergère et bien sûr, dans les villages coloniaux des Expositions universelles. Ainsi les Cinghalais exhibés en 1883 au Jardin d'acclimatation mais aussi les Hottentots montrés en 1888 ont été photographiés sous tous les angles par Ferdinand Delisle.
On retrouve également des images de ses sujets d'études. Ainsi lorsqu'il réalise une mission scientifique commandée par le ministre de l'Instruction publique en 1890 afin de réaliser une « carte de la distribution des déformations artificielles du crâne en France », il réunit une collection de clichés photographiques de face et de profil, notamment de toulousains, qu'il donne par la suite au Laboratoire d'anthropologie.